# U-Bahnhof Klosterstern

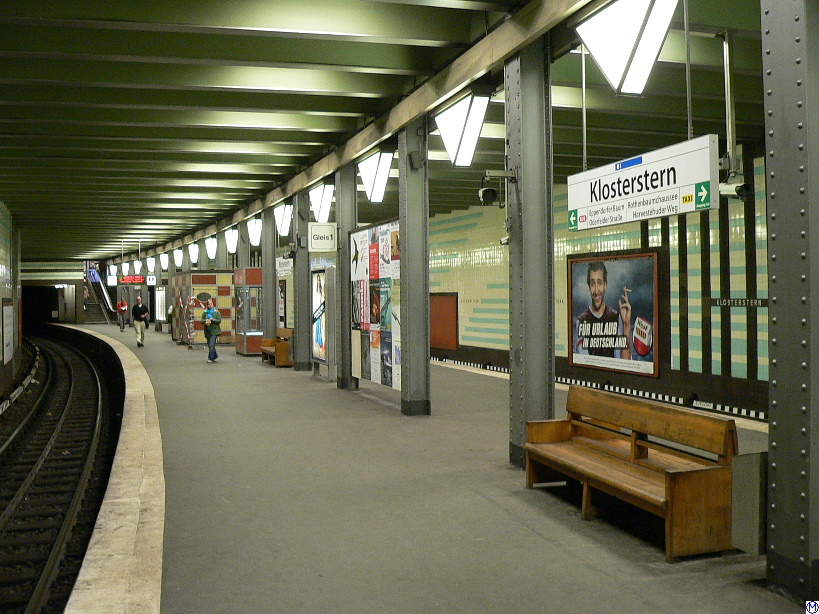
Bahnsteig

Der U-Bahnhof Klosterstern ist eine Tunnel-Haltestelle der Hamburger U-Bahn im Stadtteil Harvestehude (Bezirk Eimsbüttel) unterhalb des Platzes Klosterstern, nach dem sie benannt ist. Er wurde am 2. Juni 1929 im Rahmen der KellJung-Linie eröffnet und wird heute von der Linie U1 bedient. Die Haltestelle liegt teilweise in einer Kurve. Die Station entstand nach Plänen des Architekten Walther Puritz. Das Kürzel der Station bei der Betreiber-Gesellschaft Hamburger Hochbahn lautet „KR“.
Der Bahnhof steht als letzter Vorkriegsbahnhof mit Original-Architektur unter Denkmalschutz. Der U-Bahnhof hat täglich 8699 Ein- und Aussteiger (mo–fr, 2019).

## Aufbau und Lage
Der Mittelbahnsteig des U-Bahnhofs befindet sich in zweifacher Tiefenlage (−2-Ebene) und erstreckt sich etwa in Nordwest-Süd-Richtung unter dem namengebenden Kreisverkehrsplatz. An beiden Enden schließen sich in einfacher Tiefenlage jeweils Verteilerhallen an. Auf der südlichen Seite führt diese zu einem einzigen Ausgang, der sich auf der Westseite der Rothenbaumchaussee befindet. Die nördliche Vorhalle hat eine deutlich größere Fläche und besitzt Ausgänge auf beiden Seiten der Straße Eppendorfer Baum.
Am nördlichen Ausgang wurde 1967/1968 die Schalterhalle nach Plänen des Architekten Siegfried Wolske erweitert und umgestaltet sowie mit neuen Treppenanlagen zur Straßenebene versehen. Dabei wurde auch der Bahnsteig etwas verlängert und eine aufwärtsführende Rolltreppe eingebaut. Abgesehen davon präsentiert sich die Haltestelle heute als einer der wenigen Vorkriegsstationen der Hamburger U-Bahn architektonisch weitgehend im Originalzustand. 1986/1987 wurde die Anlage nach Plänen des Architekten Friedhelm Grundmann originalgetreu renoviert. Im Sommer 2015 begann der barrierefreie Ausbau u. a. mit einer Bahnsteig-Teilerhöhung und einem Blindenleitsystem, der mit der Inbetriebnahme des Fahrstuhls am 20. Dezember 2016 abgeschlossen wurde.
Nördlich der Haltestelle befand sich bis in die 1980er Jahre ein einfacher Gleiswechsel.
Der Abstand zu den beiden Nachbarhaltestellen Kellinghusenstraße und Hallerstraße beträgt jeweils etwa einen Kilometer. Hingegen sind es vom Nordausgang nur etwa zwei Minuten Fußweg zur Haltestelle Eppendorfer Baum der Linie U3.

## Konstruktion
Charakteristisch für die Haltestelle sind heute unter anderem die Metallstützpfeilerreihe aus genieteten Doppel-T-Trägern und die dazwischen befestigten Deckenleuchten in Dreiecksform. Sie wurden bei der Restaurierung der Anlage 1986/1987 erhalten bzw. originalgetreu nachgebaut. Allerdings tauschte die Betreibergesellschaft das damals ebenfalls nachempfundene Haltestellenschild im einst für die gesamte KellJung-Linie typischen Design („Kloster“ in deutlich größerer Schrifttype als „stern“) Anfang der 2000er Jahre gegen ein Element mit der aktuellen Standard-Schrifttype aus.

## Übergänge zu weiteren Verkehrsmitteln
Am U-Bahnhof Klosterstern besteht die Möglichkeit zum Umstieg in die Buslinie 114 (Bf. Dammtor – U Klosterstern – Eppendorf – Groß Borstel).
Neben einem der Eingänge auf der Nordseite der Anlage befindet sich eine Station von Stadtrad Hamburg.
| Linie | Verlauf |
| ----- | --- |
| U 1   | Norderstedt Mitte – Richtweg – Garstedt – Ochsenzoll – Kiwittsmoor – Langenhorn Nord – Langenhorn Markt – Fuhlsbüttel Nord – Fuhlsbüttel – Klein Borstel – Ohlsdorf – Sengelmannstraße (City Nord) – Alsterdorf – Lattenkamp (Sporthalle) – Hudtwalckerstraße – Kellinghusenstraße – Klosterstern – Hallerstraße – Stephansplatz (Oper/CCH) – Jungfernstieg – Meßberg – Steinstraße – Hauptbahnhof Süd – Lohmühlenstraße – Lübecker Straße – Wartenau – Ritterstraße – Wandsbeker Chaussee – Wandsbek Markt – Straßburger Straße – Alter Teichweg – Wandsbek-Gartenstadt – Trabrennbahn – Farmsen – Oldenfelde – Berne – Meiendorfer Weg – Volksdorf / Streckenast Ohlstedt – Buckhorn – Hoisbüttel – Ohlstedt \ Streckenast Großhansdorf – Buchenkamp – Ahrensburg West – Ahrensburg Ost – Schmalenbeck – Kiekut – Großhansdorf |